# منتخب سان مارينو لاتحاد الرغبي
منتخب سان مارينو الوطني لاتحاد الرغبي هو ممثل سان مارينو الرسمي في المنافسات الدولية في اتحاد الرغبي .